# デトロイト海山
座標: 北緯51度28.80分 東経167度36分 / 北緯51.48000度 東経167.600度
デトロイト海山（でとろいとかいざん、Detroit Seamount）は、北太平洋、アリューシャン列島南方沖にある海山。天皇海山群に属する。
およそ7,600万年前に形成されたと考えられる海山で、天皇海山群の中では、もっとも古い海山の一つ。
海山最頂部は、海面下1,550m付近に存在する。